# Mollens (Vaud)
Mollens es una comuna suiza del cantón de Vaud, situada en el distrito de Morges. Limita al norte con la comuna de Montricher, al este con Pampigny y Apples, al sureste con Ballens, y al suroeste y oeste con Berolle.
Hasta el 31 de diciembre de 2007 la comuna formó parte del distrito de Aubonne, círculo de Ballens.